# Stade Claude-Peschier
Le stade Claude-Peschier ou Base Internationale d'Eaux Vives est un stade d'eau vive initialement naturel situé à Bourg-Saint-Maurice en France, puis progressivement aménagé pour les compétitions de canoë-kayak depuis les années 1960. Il a été utilisé à trois reprises pour les championnats du monde de canoë-kayak de slalom (1969, 1987, 2002).
Il est long de 400 mètres pour 12 mètres de dénivelé soit 3,4% de pente en moyenne.

## Genèse (1960-1969)
Dans la vallée de l'Isère, en contrebas du bassin de compensation de Montrigon lié à la centrale de Malgovert (inaugurée en 1953), la rivière présente au niveau du pont des Raves une dénivellation importante (jusqu'à 6%) qui crée des remous très marqués.
Alors que la discipline du slalom de canoë-kayak commence à prendre son essor après-guerre, avec les premiers championnats du monde en 1949, l'idée commence à germer d'utiliser cette portion de rivière pour organiser des compétitions. Dès 1960, les premiers championnats de France sont organisés (par le CK Valence et M. Fereyre) sur le site, ouverts aux kayaks monoplaces (K1) Faltboot. L'expérience se renouvelle une année sur deux pendant toutes les années 60, ouverts à de plus en plus de catégories de bateaux (rigides, fibres), sur un bassin qui est alors encore quasiment complètement à l'état naturel (pas d'enrochements, pas de canalisation).
L'année 1969 marque le grand début international du site : le bassin de Bourg-Saint-Maurice est alors utilisé pour l'organisation des 11èmes championnats du monde de slalom de canoë-kayak, en pleine préparation des Jeux olympiques d'été de 1972, où le slalom fera sa première apparition. L'événement fait alors grand bruit au niveau local et national, un timbre est même édité par La Poste à cette occasion. Le bassin est alors aménagé pour recevoir 30 portes (dont 6 en marche arrière), afin que les meilleurs puissent réaliser le parcours en 4 minutes et 30 secondes. 
Ces championnats du monde sont un triomphe pour la France, qui remporte trois médailles d'or, dont la plus prestigieuse de toute avec la victoire en K1 individuel de Claude Peschier, et vont lancer la dynamique du sport dans tout l'Hexagone.

## Les grandes années jusqu'à la crue (1970-1996)

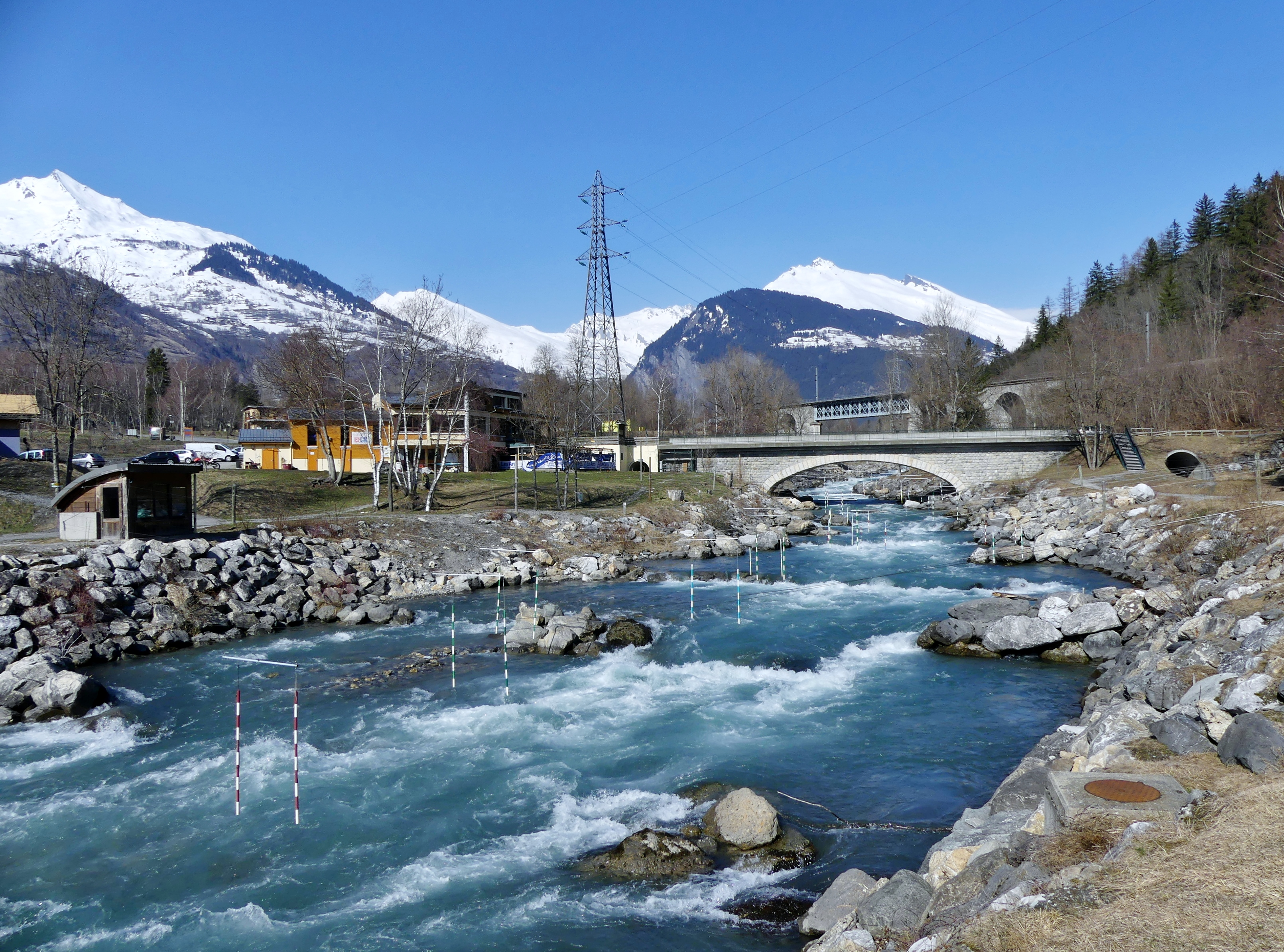
Partie basse du stade

Postérieurement aux championnats du monde 1969, le bassin voit sa réputation croître au niveau national et international. 
De 1970 à 1987, le bassin est utilisé à 13 reprises pour recevoir les championnats de France de canoë-kayak slalom sur 18 courses possibles. Bourg-Saint-Maurice devient un grand classique de fin de saison, l'étape qui clôt l'année sportive pour tous les compétiteurs de slalom. Le bassin est progressivement découpé en deux parties : la partie haute, sous le pont de chemin de fer, plus escarpée et dangereuse avec plus de 3% de pente moyenne, devient la partie « internationale », tandis que la partie basse, sous le pont routier, est appelé « partie nationale » (plus de 1,5% de pente moyenne). Durant la même période, le bassin est progressivement aménagé et canalisé autour de berges puissamment renforcées par de lourds blocs de pierre et de béton visant à figer le bassin dans une configuration donnée.
Pour 1987, la Fédération internationale de canoë confie une deuxième fois à Bourg-Saint-Maurice l'organisation des championnats du monde de slalom. Après Spittal, Merano et l'Eiskanal d'Augsbourg, le site savoyard devient le quatrième à accueillir plusieurs fois les championnats du monde. C'est une fois de plus une grande réussite pour la France, qui repart nation la plus titrée avec notamment la victoire des frères Jacques et Pierre Calori en canoë biplace hommes.
Dans les années 1990, le bassin reste très utilisé au niveau national et prend progressivement son surnom de "Kitzbühel" du slalom, tant la difficulté extrême du parcours n'a que peu d'égale par ailleurs et donne au site un prestige extrême, digne de celui de la fameuse course de ski alpin. Lors d'un stage de l'équipe de France de canoë de 1990, un rapide particulièrement piégeux, qui vaut une grosse frayeur à Jacky Avril, prend d'ailleurs à cette époque le nom de "Jacky's Rock".
Le 24 juillet 1996 cependant, une crue terrible de l'Arbonne, petit affluent amont de l'Isère situé juste en amont du bassin, détruit totalement le site. Plusieurs dizaines de milliers de mètres cubes de roches magmatiques dévalent le bassin, arrachant les enrochements, brisant les équipements de slalom, démolissant la passerelle amont et...faisant passer la cabane de speaker de la rive droite à la rive gauche (!). La plus grosse crue depuis 1948 remet en cause tous les acquis du site depuis près de 40 ans.

## La reconstruction, puis le lent déclin (1997- )

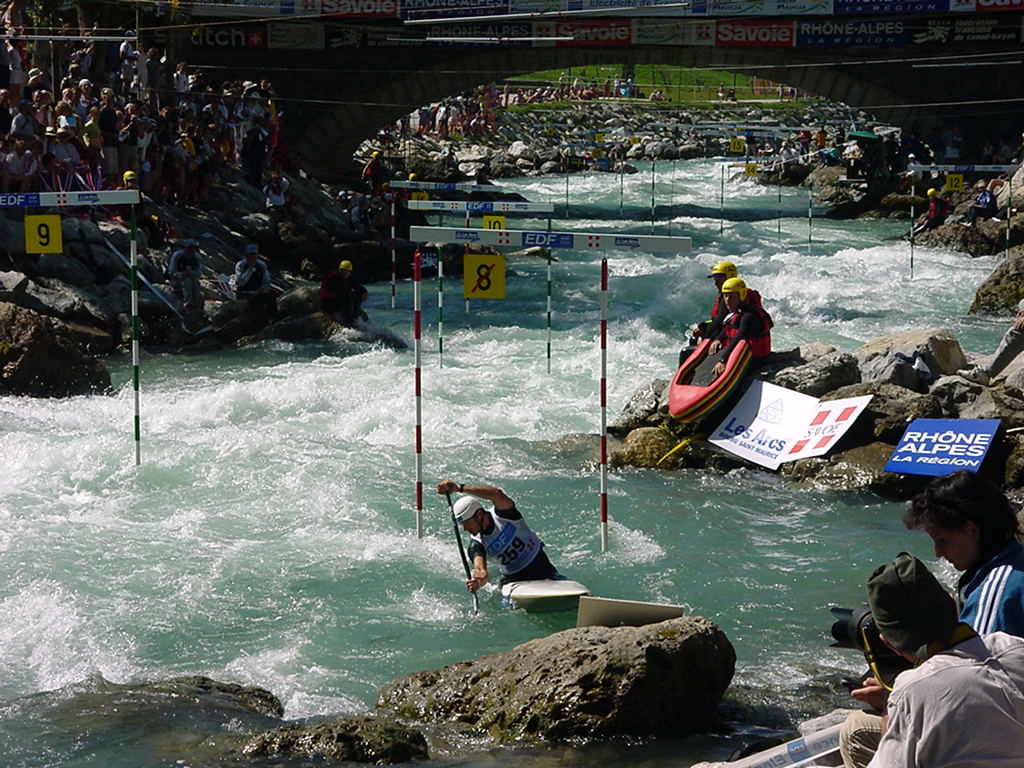
Championnats du monde de slalom en 2002

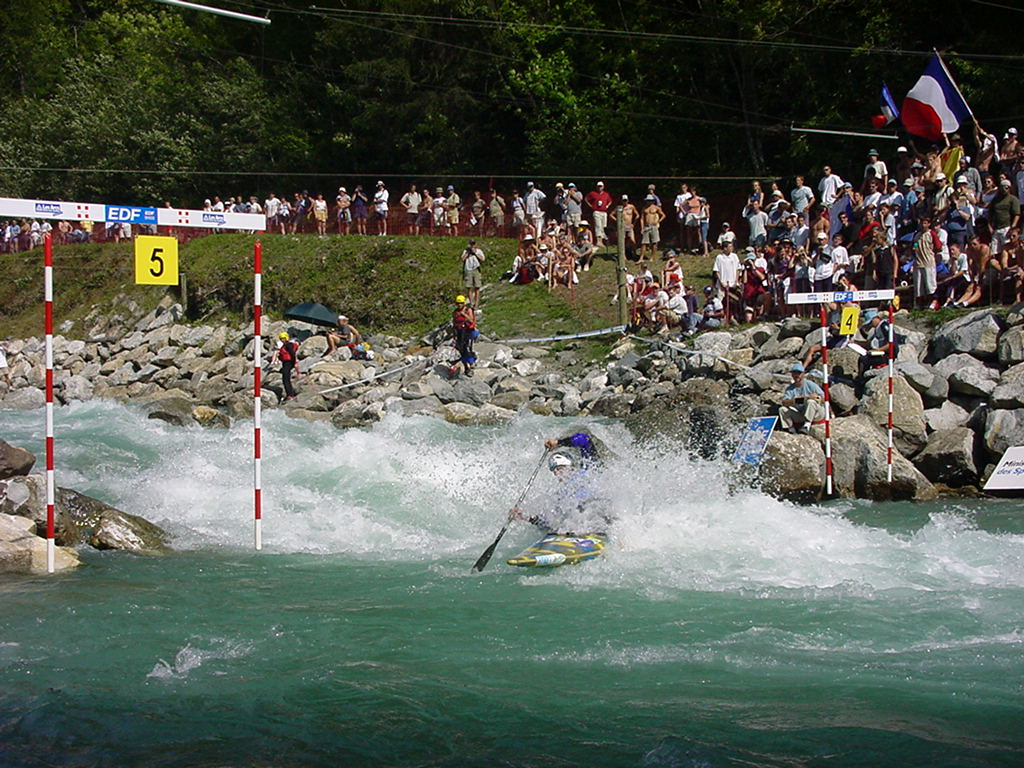
Patrice Estanguet sur les mondiaux 2002

Derrière la crue de 1996, le travail de reconstruction permet rapidement de profiter de nouveau du site, qui est aménagé de façon plus moderne, avec des équipements plus fonctionnels.
En 2002, le bassin accueille une nouvelle fois les championnats du monde de canoë-kayak slalom, pour leur 27ème édition. Ceux-ci sont les premiers à se concourir sur une base annuelle (hors années Olympiques), puisque les championnats 2001, prévus aux États-Unis, ont été annulés à la suite des attentats du 11-Septembre. Cette édition boraine est un grand succès, de vastes tribunes sont montées autour du bassin permettant à un large public d'assister à l'éclosion de Fabien Lefèvre, un des plus grands kayakistes français du début du XXIe siècle.
Pourtant, progressivement, le déclin du bassin s'amorce dès cette époque : semi-naturel, très violent, excentré dans une petite commune du fond d'une vallée alpestre, le bassin de Bourg-Saint-Maurice perd peu à peu le soutien d'une partie des athlètes et de la fédération, qui lui préfèrent des bassins artificiels placés dans les métropoles, moins dangereux et plus accessibles. Le baroud d'honneur a lieu en 2010, lorsque la FFCK choisit Bourg une dernière fois pour postuler pour les championnats du monde 2015 (qui seront finalement attribués à Londres). Dès lors, le centre de gravité du slalom français se déplace vers Pau, où un tout nouveau bassin moderne vient d'être construit, et Bourg n'accueille plus que des compétitions plus mineures, comme les championnats d'Europe junior et moins de 23 ans 2013.
Le bassin continue cependant de recevoir très régulièrement les Championnats de France, comme en 2018, où près de 50 ans après, l'on profite pour renommer le stade d'eaux vives "Claude Peschier" en hommage à celui qui en fut le premier héros.
En juillet 2019, une forte crue provoque de nouveau des dégâts au bassin, qui est projeté d'être reconstruit en 2020.